# Deeveya medix
Deeveya medix is een mosselkreeftjessoort uit de familie van de Deeveyidae. De wetenschappelijke naam van de soort is voor het eerst geldig gepubliceerd in 1990 door Kornicker, Yager & Williams.